# PSR J1141-6545
PSR J1141−6545 är en pulsar i den norra delen av stjärnbilden Flugan. Den är en dubbelstjärna som består av en vit dvärgstjärna med en massa av ca 0,986 solmassa, som kretsar kring en pulsar. På grund av denna ovanliga konfiguration och närheten mellan de två stjärnorna har den använts för att testa flera av Einsteins teorier.
PSR J1141−6545 är anmärkningsvärd genom att den har visat att flera relativitetsteorier har verkliga resultat. Stjärnan avger gravitationsvågor och tidens utvidgningsprocess verkar påverka den vita dvärgens bana. I januari 2020 tillkännagavs att stjärnorna också visade Lense-Thirring-effekten, varigenom en roterande massa drar med sig den omgivande rumtiden.